# 日本大学産官学連携知財センター
日本大学産官学連携知財センター（にほんだいがくさんかんがくれんけいちざいセンター）は、日本大学が技術に関する研究成果等を民間事業者へ提供または経済発展などを推進するために設置した機関である。略称は、NUBIC。

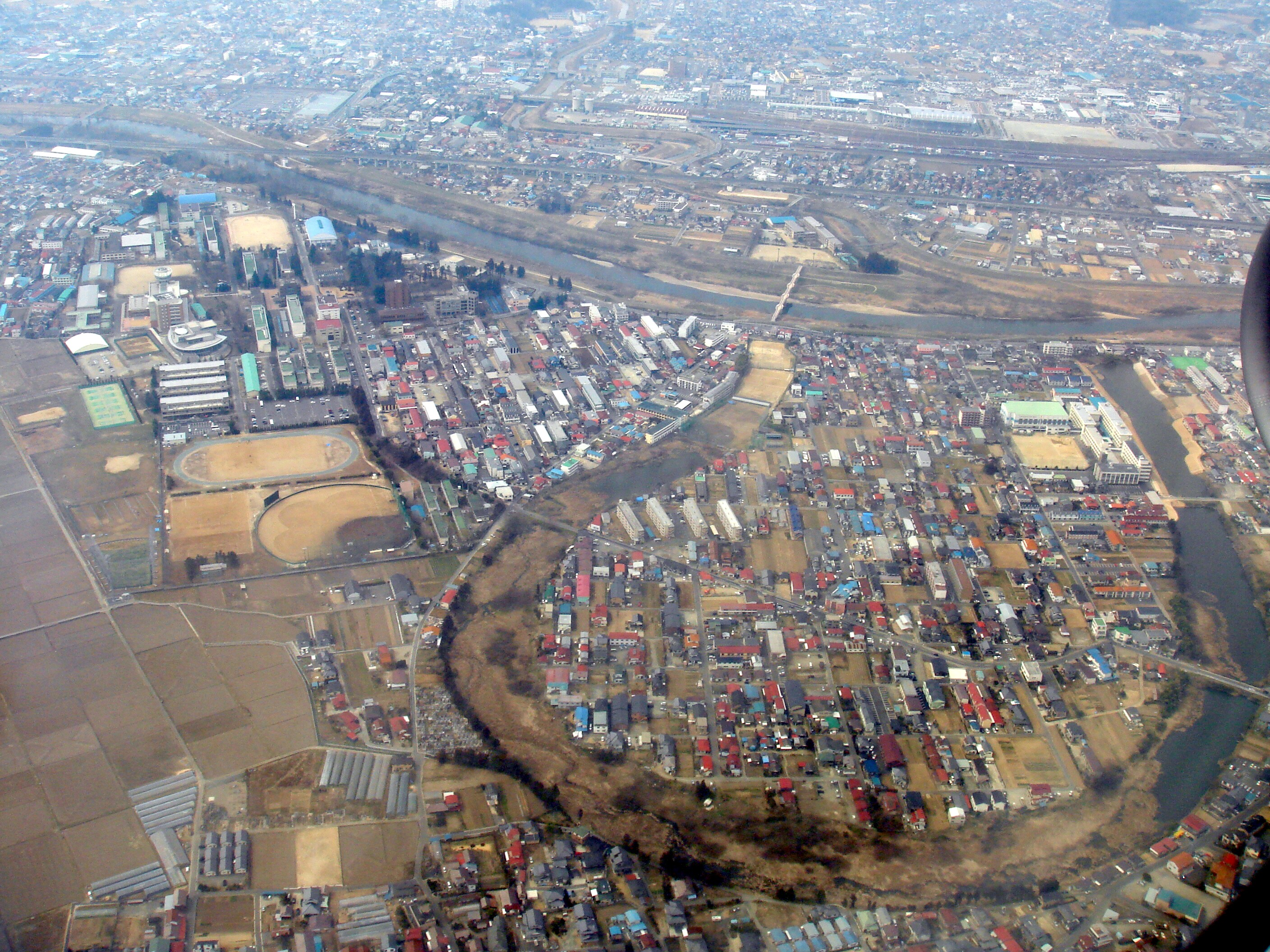
郡山市郊外の阿武隈川畔風景。正面左上に見える工学部キャンパス内に併設。

## 概要
日本大学は、学術の進展、産官学連携の推進、新産業の創出を通じて社会への貢献を目的に、1998年11月に日本大学産官学連携知財センターを開設した。海外の研究機関、公的機関、他大学等と連携・協力をしている。

## 研究
日本大学産官学連携知財センターは、日本の承認TLO第1号として活動を開始し、府省の大学知的財産本部整備事業と特定分野重点技術移転事業（スーパーTLO）に採択された。
2008年に文科省が実施している産学官連携戦略展開事業（戦略展開プログラム）の「特色ある優れた産学官連携活動の推進」に採択され、地域連携による知的財産の活用体制、事業化支援体制を推進した。
知的財産本部と技術移転機関（TLO）の機能を併せもつ長所を活かしたワン・ストップ・サービスの提供により産業界との連携を行っている。

## 基礎データ
産官学連携知財センターは、学校法人日本大学が運営している。

### 交通
JR総武線、東京メトロ南北線・有楽町線、都営地下鉄新宿線。各線市ケ谷駅下車、徒歩2分。

## 所在地
- 福島県郡山市田村町徳定字中河原1（日本大学工学部・大学院工学研究科キャンパス内）